# L'Assassin du roi
L'Assassin du roi est un roman de fantasy écrit par Robin Hobb. Traduction française de la première moitié du livre original Royal Assassin publié en 1996, il a été publié en français le 5 février 1999 aux éditions Pygmalion et constitue le deuxième tome de L'Assassin royal.
L'histoire des personnages du premier cycle de L'Assassin royal continue dans le deuxième cycle nommé en langue originale The Tawny Man. Une autre série de Robin Hobb, Les Aventuriers de la mer, se déroulant dans le même monde, se situe chronologiquement entre ces deux cycles et introduit des personnages importants du deuxième cycle.

## Résumé
Dans le but d'attirer des ennuis à FitzChevalerie, Royal a dénoncé sa mission au Royaume des Montagnes dans l'espoir d'être débarrassé de lui.
Fitz est empoisonné une première fois par la fiancée de Vérité, mais il parvient à avaler l'antidote avant que le poison ne lui soit fatal. Il s'explique alors avec Rurisk qu'il est censé assassiner et Kettricken qui a tenté de tuer Fitz pour protéger son frère. Ils parviennent à s'entendre, et les choses auraient pu s'arranger pour le mieux si Royal n'avait pas fait empoisonner Fitz et Rurisk par un de ses sbires. Cette fois-ci, Fitz n'échappe que de peu à la mort et il ne parvient que de justesse à sauver le prince Vérité et à rétablir la vérité sur la mort de Rurisk dont il était de nouveau accusé.
Les deux empoisonnements successifs qu'il a subis ont un effet désastreux sur sa santé. Il met des mois avant de pouvoir se lever, il reste pris de faiblesse, de migraines et d'accès de tremblements incontrôlables s'il fournit un effort. D'une maigreur squelettique, il entreprend pourtant de revenir au plus vite à Castelcerf quand il voit par l'Art que Molly est en danger, peut-être tuée par les Pirates Rouges.
Le voyage dans la neige hivernale est long et éprouvant, et à son arrivée, Fitz doit subir des remontrances (teintées d'inquiétude) de la part de Patience, surtout parce que Molly qui a survécu est venue demander au château l'aide du « Nouveau » (l'identité qu'avait prise Fitz pour mener sa double vie), et qu'elle est profondément humiliée d'avoir dû mendier l'aide de Patience tandis que le château tout entier la prenait à moitié pour la bonne amie aux mœurs légères de Fitz.
Fitz apprend aussi qu'il ne peut espérer de vengeance contre Royal qui a plusieurs fois tenté de l'assassiner et de tuer Vérité pour pouvoir accéder au pouvoir. Il remâche sa rancune, et doit de plus s'isoler de Molly pour son propre bien, tandis que celle-ci lui a dit qu'elle le haïssait lorsqu'elle l'a surpris ivre (en fait en pleine crise de tremblement).
La vie de Fitz est bien compliquée, surtout que les Pirates Rouges sont de plus en plus agressifs et harcèlent les côtes des Six-Duchés. Les Forgisés prolifèrent, et Fitz  est envoyé en mission pour leur régler leur compte.
Bientôt, les navires de Vérité sont prêts à partir, et Fitz joue le rôle de Clan à son roi-servant pour débusquer les Pirates Rouges et les combattre la hache à la main. Entre la guerre qui gronde contre les outrîliens, Royal qui drogue son père et qui divise le pouvoir du royaume, l'aide qu'il apporte à la jeune reine-servante Kettricken et ses propres problèmes personnels avec Molly, Fitz qui manque considérablement de temps et de moyens devant la multitude de tâches qui l'attendent va devoir se pencher sérieusement sur la résolution de ses problèmes. 
Les Anciens, créatures presque mythologiques et disparues depuis longtemps, ont promis de venir aider les Loinvoyant lorsqu'ils auraient besoin d'aide. Pour le Fou, peut être est-ce là le moyen de s'en sortir et d'empêcher la fin du monde. Mais il faut déjà pour cela commencer par les trouver. Or, les seuls indices dont ils disposent sont quelques vieux parchemins incomplets. 